# بیراوا
بیراوا (به لهستانی:  Bierawa) یک روستا در لهستان است که در گمینا بیراوا واقع شده‌است. بیراوا ۱٬۳۷۰ نفر جمعیت دارد.

## نگارخانه

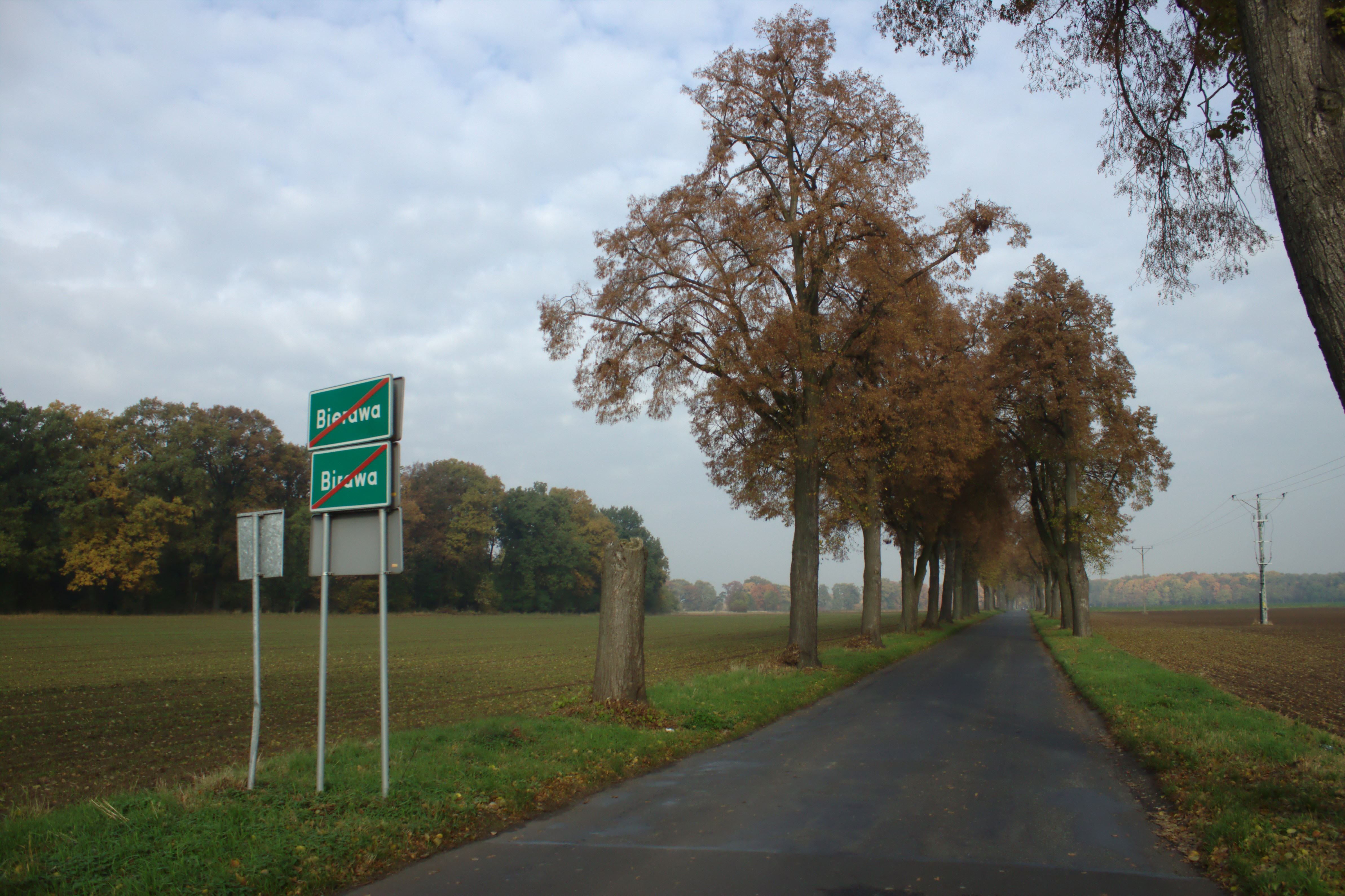
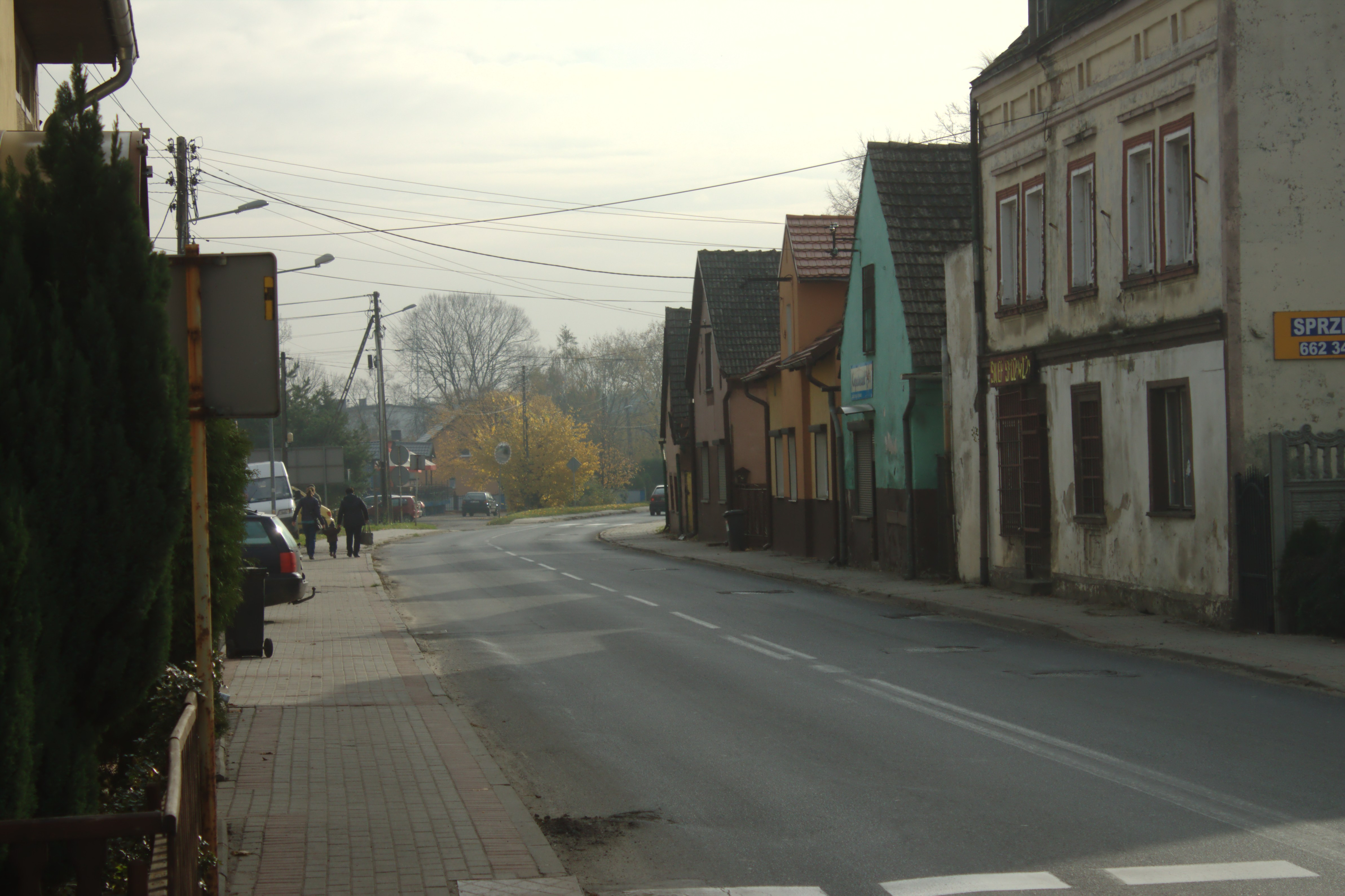
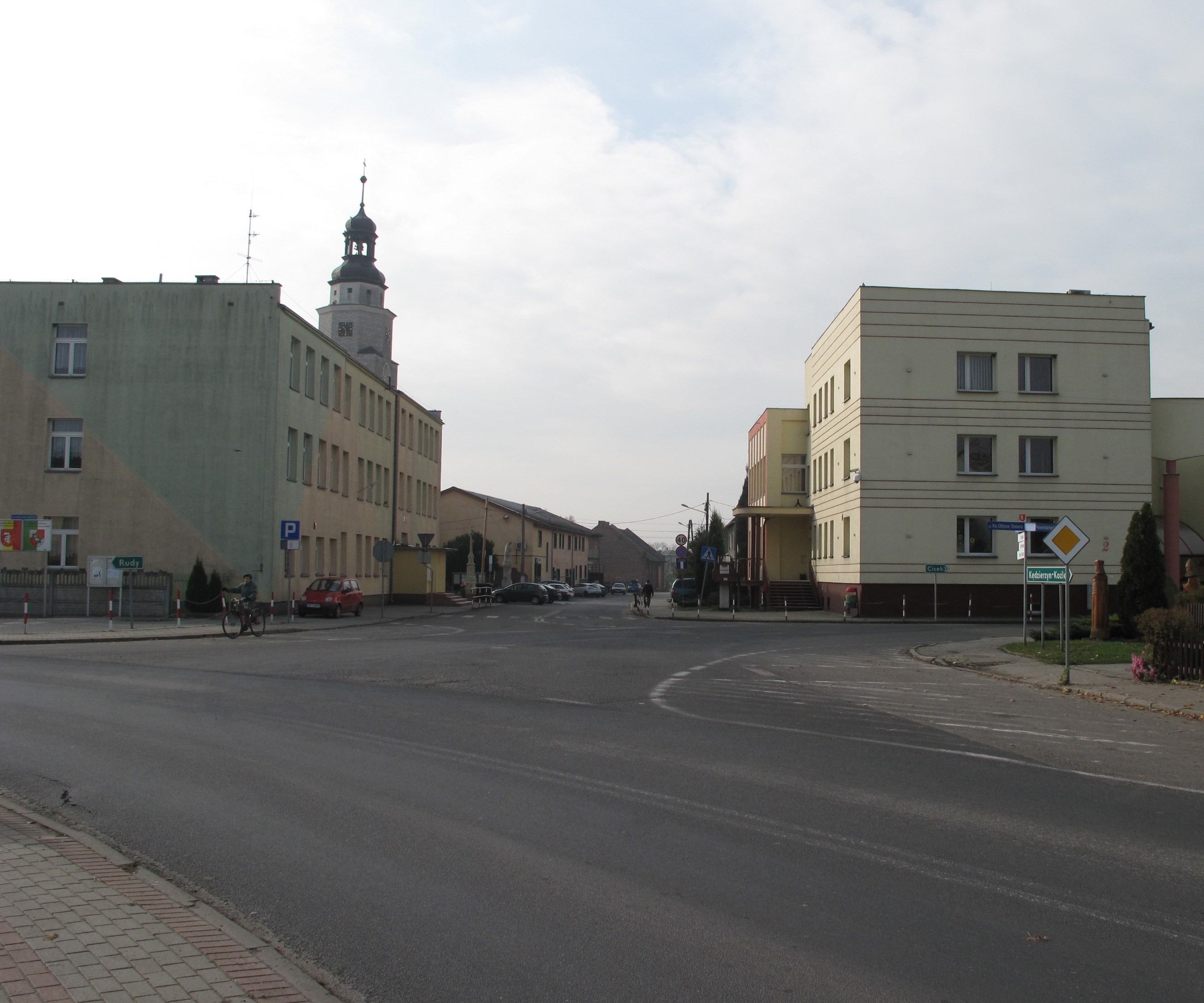